# Star Box (álbum de Riot)
Star Box —también conocido como Star Box: Greatest Hits— es un álbum recopilatorio de la banda estadounidense de heavy metal Riot y fue publicado solamente en Japón en el año de 1993 por Sony Music Japan.

## Contenido
Este material discográfico recopila temas de los álbumes de estudio Rock City, Narita, Thundersteel y The Privilege of Power, lanzados en 1977, 1979, 1988 y 1990 respectivamente.  Además del disco, este compilado incluye un folleto donde se relata la historia de la banda, la letra de los temas y la discografía de la banda en idioma japonés.

## Lista de canciones
| N.º     | Título                                                         | Escritor(es)                               | Duración |  |
| 1.      | «Warrior» (del álbum Rock City, 1977)                          | Guy Speranza / Mark Reale / Steve Costello | 3:50     |  |
| 2.      | «49er» (del álbum Narita, 1979)                                | Speranza / Reale                           | 4:36     |  |
| 3.      | «Overdrive» (de Rock City, 1977)                               | Speranza / Reale / Lou A. Kouvaris         | 4:12     |  |
| 4.      | «Kick Down the Wall» (de Narita, 1979)                         | Speranza / Reale                           | 4:32     |  |
| 5.      | «Tokyo Rose» (de Rock City, 1977)                              | Speranza / Reale                           | 4:20     |  |
| 6.      | «Road Racin'» (de Narita, 1979)                                | Speranza / Reale                           | 4:32     |  |
| 7.      | «Narita» (de Narita, 1979)                                     | Speranza / Reale                           | 4:38     |  |
| 8.      | «Flight of the Warrior» (de Thundersteel, 1988)                | Tony Moore / Reale / Don Van Stavern       | 5:41     |  |
| 9.      | «Metal Soldiers» (de The Privilege of Power, 1990)             | Moore / Reale / Van Stavern                | 6:40     |  |
| 10.     | «Runaway» (de The Privilege of Power, 1990)                    | Moore / Reale                              | 5:11     |  |
| 11.     | «Johnny's Back» (de Thundersteel, 1988)                        | Moore / Reale / Van Stavern                | 5:32     |  |
| 12.     | «Sign of the Crimson Storm» (de Thundersteel, 1988)            | Mark Reale                                 | 4:39     |  |
| 13.     | «Killer» (de The Privilege of Power, 1990)                     | Moore / Reale / Van Stavern                | 4:53     |  |
| 14.     | «Storming the Gates of Hell» (de The Privilege of Power, 1990) | Mark Reale                                 | 3:43     |  |
| 15.     | «Bloodstreets» (de Thundersteel, 1988)                         | Moore / Reale                              | 4:38     |  |
| 16.     | «Thundersteel» (de Thundersteel, 1988)                         | Reale / Van Stavern                        | 3:49     |  |
| 1:14:14 |                                                                |                                            |          |  |

## Créditos

### Riot
- Guy Speranza — voz (en las canciones 1 a la 6)
- Tony Moore — voz (en las canciones 8 a la 16)
- Mark Reale — guitarra principal
- Lou A. Kouvaris — guitarra rítmica (en las canciones 1, 3, y 5)
- Rick Ventura — guitarra rítmica (en las canciones 4, 6 y 7)
- Jimmi Iommi — bajo (en las canciones 1 a la 7)
- Don Van Stavern — bajo (en las canciones 8 a la 16)
- Peter Bitelli — batería (en las canciones 1 a la 7)
- Bobby Jarzombek — batería (en las canciones 8 a la 16)

### Músicos adicionales
- Joe Lynn Turner — voz (en la canción «Killer»)

### Productores
- Steve Loeb
- Billy Arnell
- Richard Alexander
- Mark Reale
- Rod Hui
- Vince Perazzo